# Takachihoa
Takachihoa Ono, 1985 è un genere di ragni appartenente alla famiglia Thomisidae.

## Distribuzione
Le quattro specie note di questo genere sono state rinvenute in Cina, Taiwan, Giappone e Corea

## Tassonomia
Questo genere è stato costituito a seguito dello studio eseguito sugli esemplari-tipo di Oxyptila truciformis Bösenberg & Strand, 1906 dall'aracnologo Ono nel 1985.
Non sono stati esaminati esemplari di questo genere dal 2010.
A gennaio 2015, si compone di quattro specie:
- Takachihoa lamellaris Tang & Li, 2010 — Cina
- Takachihoa onoi Zhang, Zhu & Tso, 2006 — Taiwan
- Takachihoa truciformis (Bösenberg & Strand, 1906)[2] — Cina, Taiwan, Giappone, Corea
- Takachihoa tumida Tang & Li, 2010 — Cina